# 拉阿洛蒂耶尔
拉阿洛蒂耶尔（法語：La Hallotière，法語發音：[la alɔtjɛʁ]）是法国滨海塞纳省的一个市镇，属于迪耶普区。

## 地理
拉阿洛蒂耶尔（49°31'7"N, 1°28'10"E）面积3.75 平方千米，位于法国诺曼底大区滨海塞纳省，该省份为法国北部沿海省份，其西部及北部濒大西洋英吉利海峡，东起顺时针与索姆省、瓦兹省、厄尔省和卡爾瓦多斯省接壤。
与拉阿洛蒂耶尔接壤的市镇（或旧市镇、城区）包括：拉沙佩勒圣旺、诺莱瓦勒、布赖地区锡日、圣吕西安。

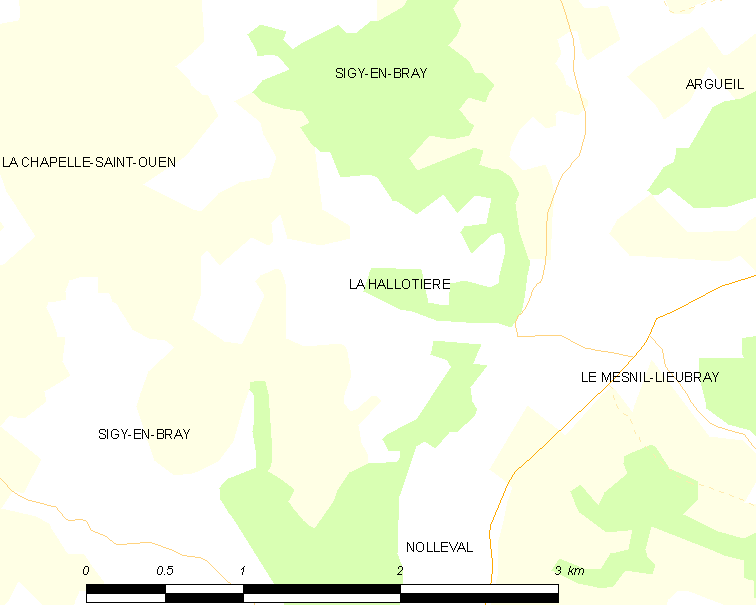
拉阿洛蒂耶尔的OSM定位图

拉阿洛蒂耶尔的时区为UTC+01:00、UTC+02:00（夏令时）。

## 行政
拉阿洛蒂耶尔的邮政编码为76780，INSEE市镇编码为76338。

## 政治
拉阿洛蒂耶尔所属的省级选区为布赖地区古尔奈县。

## 人口

1962-2008年间拉阿洛蒂耶尔人口变化图示

拉阿洛蒂耶尔于2022年1月1日时的人口数量为204人。